# Ямпільська селищна територіальна громада (Хмельницька область)
Ямпільська селищна громада — територіальна громада в Україні, в Шепетівському районі Хмельницької області. Адміністративний центр — селище Ямпіль.

## Населені пункти
До складу громади входить селище Ямпіль та 12 сіл: Воробіївка, В'язовець, Дідківці, Довгалівка, Лепесівка, Миклаші, Москалівка, Норилів, Паньківці, Погорільці, Ставок та Тихомель

## Історія

### Утворення
Утворена 26 червня 2018 року шляхом об'єднання Ямпільської селищної ради і Воробіївської, Миклашівської сільських рад Білогірського району.
До складу громади входили 1 смт і 8 сіл:
- Ямпільська селищна рада: смт. Ямпіль, с. Дідківці, с. Лепесівка, с. Норилів, с .Паньківці;
- Воробіївська сільська рада: с. Воробіївка, с. Погорільці, с. Тихомель;
- Миклашівська сільська рада: с. Миклаші.

Площа громади — 110 км², населення — 4920 мешканців (2018).

### 2020
Після ліквідації 19 липня 2020 року Білогірського району внаслідок адміністративно-територіальної реформи, громада була віднесена до Шепетівського району, а до її складу були приєднані ще 4 села:
- В'язовецька сільська рада: с. В'язовець, с. Ставок;
- Довгалівська сільська рада: с. Довгалівка, с. Москалівка.

## Символіка
Затверджена рішенням сесії селищної ради.

### Герб
Щит має форму чотирикутника з півколом в основі. Щит розтятий на червоне та синє поля, у яких по дві золоті шліфовані зірки в стовп, що символізують села, підпорядковані Ямпільській селищній раді. На зеленій основі, яка складається з трьох пагорбів із золотим сиглем «Я» — срібна Тихомельська вежа.
Щит розміщений на золотому еклектичному картуші і увінчаний червоною міською короною.
Вежа, яка є головним елементом герба — залишки Тихомельської фортеці, що знаходиться на околиці селища, та нагадує походження Ямполя від давнього руського Тихомля.
Кольори герба нагадують, що селище знаходиться на Волині та розташоване над річкою Горинь. Золоті зірки — чотири села, підпорядковані Ямпільській селищній раді: Дідківці, Лепесівка, Норилів, Паньківці.
Сигль «Я» нагадує про засновника селища — Януша Віленського.

### Прапор
Квадратне полотнище, розділене вертикально на червоне та синє поля, у яких по дві жовті зірки у стовп. Знизу проходить горизонтальна зелена смуга (шириною в 1/6 сторони прапора), на якій стоїть в центрі біла Тихомельська вежа.